# Michelle Leonard
Michelle Leonard (* 5. Juni 1973) ist eine Sängerin und Songwriterin. Seit 2013 lebt und arbeitet die Deutsche mit britischen Wurzeln in Berlin. Leonard hat als Autorin und Co-Autorin für viele internationale und nationale Künstler erfolgreiche Hits geschrieben, die mehrfach Gold- und Platinstatus erreicht haben. Sie wurde international bekannt durch ihre Arbeit mit Aurora und Paul van Dyk, sowie durch ihre Zusammenarbeit als Solamay mit Robin Schulz. Als Songwriter ist sie unter Vertrag bei BMG Rights Management.

## Biografie & Wirken
Michelle Leonard wuchs in Deutschland auf und besuchte dort britische Schulen. Mit 16 Jahren veröffentlichte sie ihre erste Single, eine Coverversion von Twin Peak’s Are We Falling. EMI Music Publishing nahm sie mit 17 unter Vertrag. Feel So Perfect, einer von Michelles ersten Songs, wurde der Titelsong einer europaweiten C&A-Kampagne und wurde zum Radio Hit. Viele weitere Songs Leonards wurden in diversen Werbespots, unter anderem für Axe, RMS (Radio Marketing Services), Ford Ka und Vodafone Germany (Aurora – Running With The Wolves) benutzt.
Als Songwriterin ist Michelle Leonard für verschiedene Hits unterschiedlicher nationaler und internationaler Künstler verantwortlich. Zu ihren größten Erfolgen gehört unter anderem Auroras Running With The Wolves, Rooftop von Nico Santos und Love Is You von Thomas Godoj.
2005 arbeitete Leonard für den Song Instant Replay mit Such a Surge auf deren Album Alpha zusammen. Im November des gleichen Jahres wurde ihr Musical Electric Society in Köln erstaufgeführt.
In der ab August 2009 ausgestrahlten achten Staffel der Castingshow Popstars war sie als Jury-Mitglied zu sehen. Im November des gleichen Jahres hatte ihre Single Where Did We Go Wrong aus dem Soundtrack des Films Zweiohrküken Fernsehpremiere. Im Dezember 2009 wurde Leonards Debütalbum Fragile veröffentlicht.
Leonard ist Dozentin an verschiedenen Musik-Hochschulen im Bereich Populäre Musik, darunter die Popakademie Baden-Württemberg seit 2005, das Columbia College Chicago sowie die SRH Hochschule der populären Künste (hdpk) in Berlin. 2011 gründete sie den Verlag „DOLSIRA Music“ als Edition von Universal Music Publishing und 2018 die Edition „EERA“" bei BMG Rights Management.
2015 gründete sie ihr eigenes, mehrfach mit Platin-Status ausgezeichnetes Soloprojekt „Solamay“. Unter diesem Künstlernamen ist sie vor allem durch ihre Zusammenarbeit mit Alex Mattson und Robin Schulz bekannt geworden.

## Diskografie
Studioalben
| Jahr | Titel Musiklabel              | Anmerkungen                            |
| ---- | ----------------------------- | -------------------------------------- |
| 2009 | Fragile Universal Music (UMG) | Erstveröffentlichung: 4. Dezember 2009 |